# Via Garibaldi
Via Garibaldi är en av de viktigaste gatorna i Genuas historiska centrum, välkänt för sina antika palats.
Gatan härstammar från år 1550. Ursprungligen hette den Strada Maggiore, sedan Strada Nuova, men från 1882 fick den sitt nuvarande namn efter Giuseppe Garibaldi. Gatan är 250 meter lång och 7,5 meter bred.
Sedan juli 2006 är via Garibaldi tillsammans med Palazzi dei Rolli ett världsarv.